# Pragmática Sanción de 1567

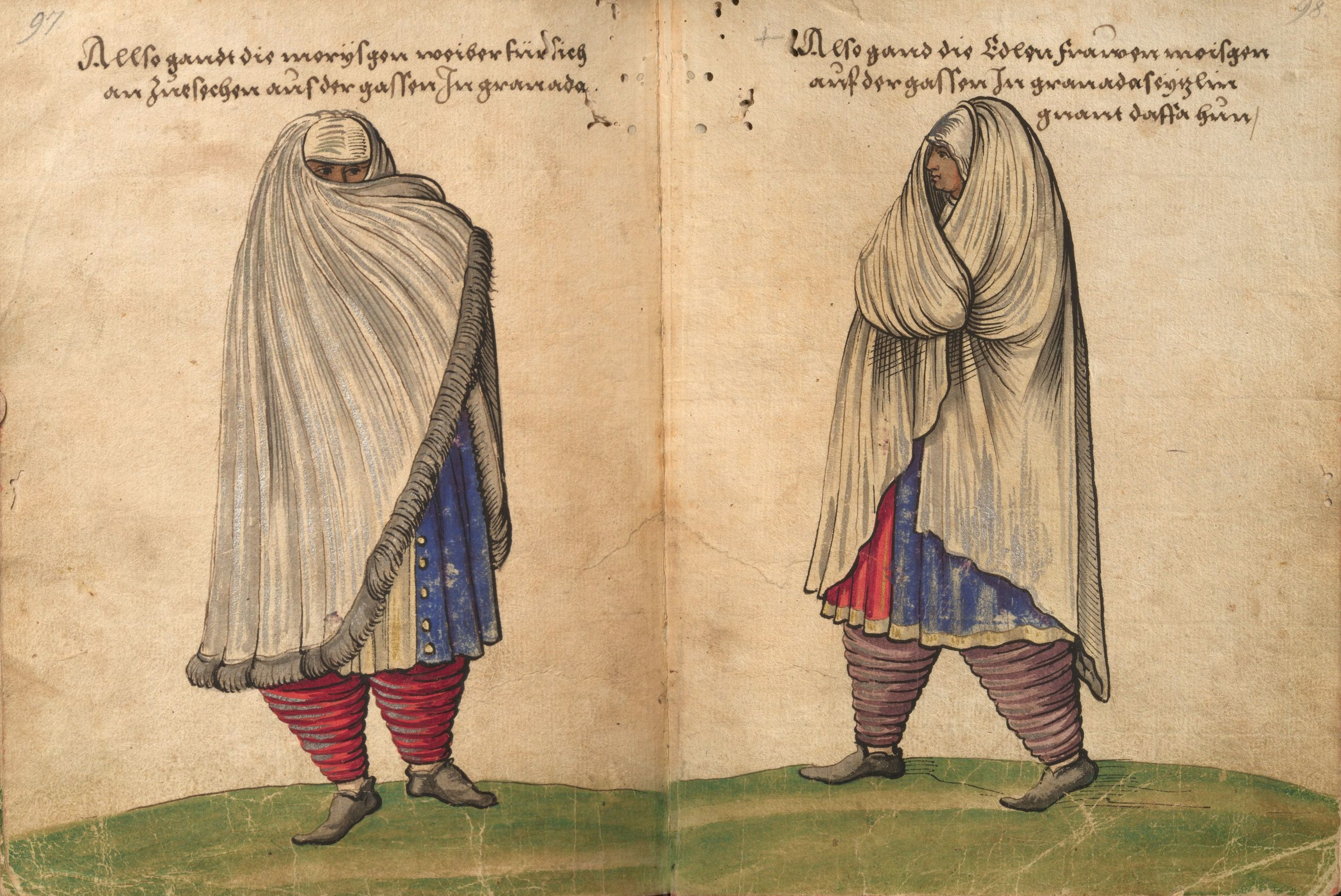
"Vestidos de paseo de las mujeres moriscas en Granada". Dibujos de Christoph Weiditz (1529)

La Pragmática Sanción de 1567 o Pragmática antimorisca fue un edicto en forma de Pragmática Sanción promulgado por el rey Felipe II. En el día de Año Nuevo de 1567, Pedro de Deza, presidente de la Real Chancillería de Granada, la hizo pública y comenzó a hacerla cumplir. La resistencia a la pragmática desencadenó la Rebelión de las Alpujarras de 1568-1571.

## Antecedentes
Por iniciativa del arzobispo de Granada Pedro Guerrero, que estaba convencido de que los moriscos mientras mantuvieran sus costumbres y tradiciones no podrían llegar a ser verdaderos cristianos, se reunió en 1565 un sínodo provincial de los obispos del reino de Granada. Estos acordaron cambiar la política de persuasión —se abandonaron los términos evangelización, predicación, catequización— para adoptar términos más severos que algunos describen como represivos. Se reclamó la aplicación de las medidas que habían quedado en suspenso en 1526, lo que significaba la prohibición de todos los elementos distintivos de los moriscos como la lengua, los vestidos, los baños, las ceremonias de culto, los ritos que las acompañaban, las zambras, etc. Además los obispos pidieron al rey que se extremaran las medidas de control, proponiendo que en los lugares de moriscos se asentaran al menos una docena de familias de cristianos viejos, que sus casas fueran visitadas regularmente los viernes, sábados y días festivos, para asegurarse de que no seguían los preceptos coránicos, y que se vigilara estrechamente a los moriscos notables para que diesen ejemplo, y que a los hijos de éstos "Vuestra Majestad los mandase llevar y criar en Castilla la Vieja a costa de sus padres para que cobrasen las costumbres y Christiandad de allá y olvidasen las de acá hasta que fuesen hombres".
Estas propuestas fueron discutidas por una junta de juristas, teólogos y militares reunida en Madrid (en la que participó el duque de Alba) que acordó recomendar al rey que aplicara las prohibiciones acordadas por la junta reunida en Granada en 1526 y que el rey Carlos I había dejado en suspenso a cambio de los 80.000 ducados que le entregaron los moriscos granadinos. Inmediatamente después de la reunión Pedro de Deza, que había participado en la junta y había sido uno de los más firmes partidarios de las medidas duras, fue nombrado presidente de la Chancillería de Granada, un personaje cuya actuación encrespará los ánimos de los moriscos, como reconoció don Juan de Austria en una carta enviada al rey en la que le dice que su "manera de proceder... con esta gente" "es cierto muy contraria á la que ha convenido y conviene llevar".
Felipe II dio finalmente su aprobación y la pragmática que contenía las prohibiciones fue promulgada el 17 de noviembre de 1566 y hecha pública el 1 de enero de 1567.

## Contenido

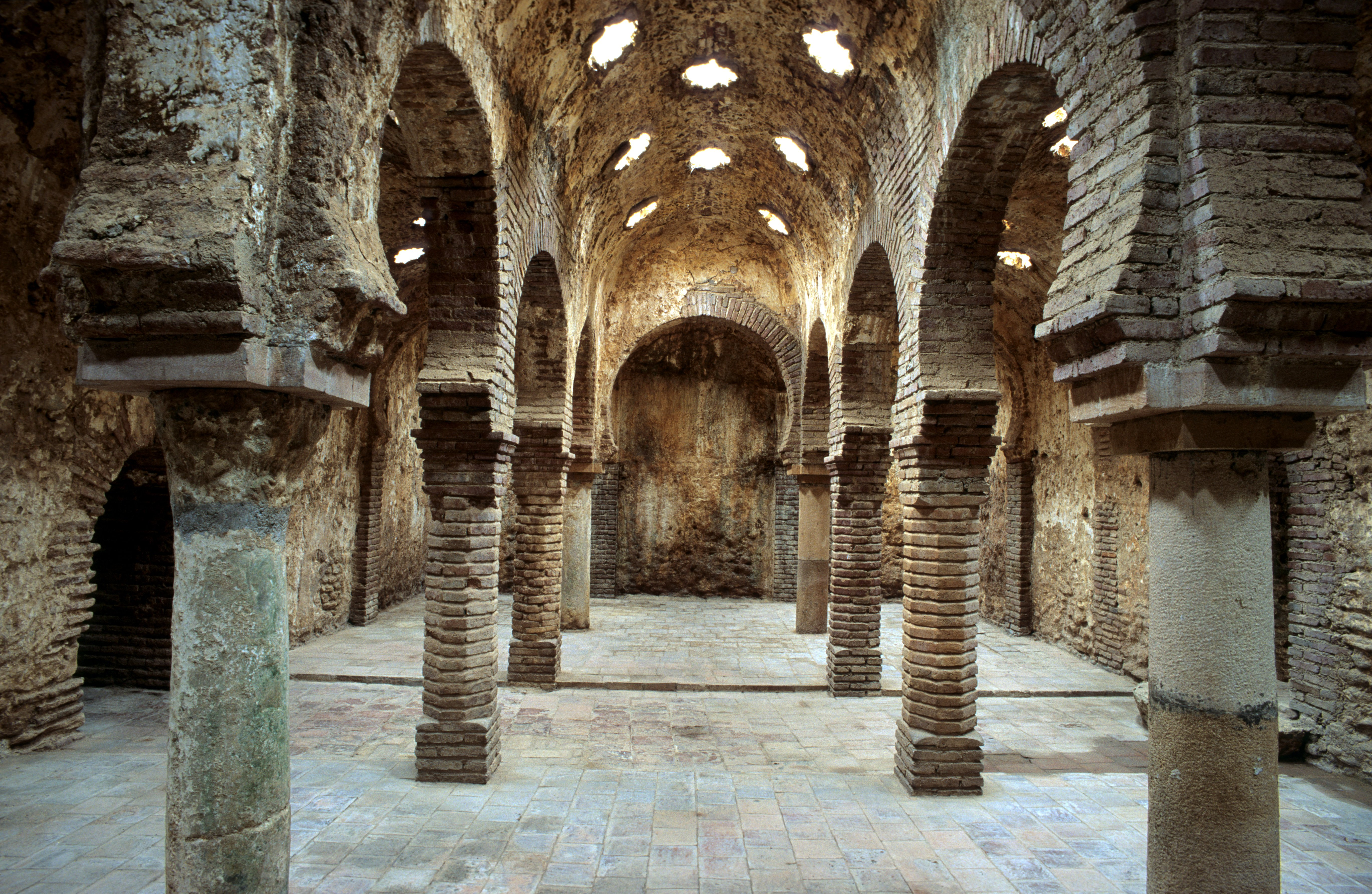
Baños (hamman) moriscos de Ronda.

Según el resumen del contenido de la pragmática realizado por Julio Caro Baroja ésta constaba de las once disposiciones siguientes:

I. Prohibir hablar, leer y escribir en arábigo en un plazo de tres años.
 II. Anular los contratos que se hicieran en aquella lengua.
 III. Que los libros escritos en ella, que poseyeron los moriscos, fueran presentados en un plazo de treinta días al presidente de la Chancillería de Granada, y que, una vez examinados, se devolvieran los que no tuvieran inconveniente en poseer personas creyentes para que sus propietarios los poseyeran otros tres años.
 IV. Que los moriscos se vistieran a la castellana, no haciéndose "marlotas", "almalafas" ni calzas, y que sus mujeres fueran con las caras destapadas.
 V. Que en bodas, velaciones y fiestas semejantes siguieran las costumbres cristianas, abriendo ventanas y puertas, sin hacer zambras, ni leilas, con instrumentos y cantares moriscos, aunque éstos no fueran contrarios al Cristianismo.
 VI. Que no celebraran el viernes.
 VII. Que no usasen nombres y sobrenombres moros.
 VIII. Que las mujeres no se alheñasen.
 IX. Que no se bañaran en baños artificiales y que los existentes se destruyeran.
 X. Que se expulsase a los "gacis" [moros del norte de África] y que los moriscos no tuvieran esclavos de este linaje.
 XI. Que se revisaran las licencias para poseer esclavos negros.

El propósito del edicto era, pues, obligar a los moriscos a que dejasen su modo de vida y costumbres islámicas para convertirse realmente al catolicismo. Se han propuesto varias causas para explicar la presión estatal sobre la población morisca: el poder turco y sus aliados norteafricanos buscaban continuamente debilitar el poder imperial español, la población morisca había colaborado en ocasiones con estos, tanto militarmente como con espías, por lo cual las autoridades temían una invasión musulmana con Granada como puente. Se considera un intento de asimilación final de la población árabe tras la conquista de Granada en 1492, pues aún en 1560 la población morisca (150.000) era mayor a la cristiana (125.000); y finalmente la existencia de salteadores moriscos, los cuales como en el caso de Andalucía (conocidos como monfíes) atacaban abiertamente a la población cristiana. También el objetivo principal de homogeneizar la sociedad del Estado Moderno que estaba forjando la Monarquía Hispánica.

## Consecuencias

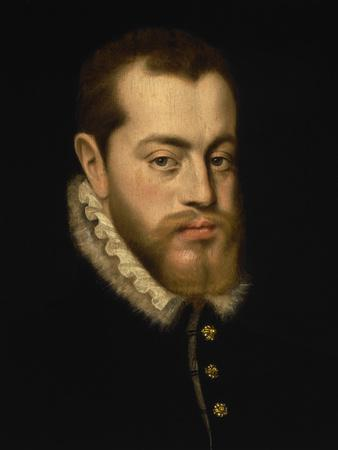
Retrato del rey Felipe II de España, por Antonio Moro.

Los moriscos intentaron negociar la suspensión, como ya lo hicieron en 1526, pero el rey se mostró inflexible y así se lo comunicó el cardenal Diego de Espinosa, presidente del Consejo de Castilla, a una delegación enviada a Madrid e integrada por el cristiano viejo Juan Enríquez, acompañado de dos notables moriscos, Hernando el Habaqui y Juan Hernández Modafal. También fracasaron las gestiones llevadas a cabo por Francisco Núñez Muley ante Pedro de Deza, nuevo presidente de la Chancillería de Granada —quien le contestó que las razones que había expuesto "eran las antiguas y no bastantes para revocar la pragmática"— e incluso las del Capitán General de Granada, Íñigo López de Mendoza y Mendoza, III marqués de Mondéjar, ante el cardenal Espinosa. "La voluntad de terminar de una vez para siempre con toda una estructura social, con toda una cultura, era clara y no había nada que hacer ante ella. Nada, salvo la guerra", afirma Julio Caro Baroja.
Francisco Núñez Muley en el memorial que presentó protestando contra las injusticias que se cometían contra los moriscos escribió:

Paramos cada día peor y más maltratados en todo y por todas vías y modos, asní por las justicias seglares y sus oficiales como por las eclesiásticas; y esto es notorio y no tiene necesidad de se hacer información dello. ¿Cómo se de quitar a las gentes su lengua natural, con que nacieron y se criaron? Los egipcios, syrianos, malteses y otras gentes cristianas en arábigo hablan, leen y escriben, y son cristianos como nosotros.

En cuanto se conoció el fracaso de estas gestiones los moriscos de Granada, como relató un cronista, "comenzaron a convocar rebelión". Hubo reuniones secretas en el Albaicín para prepararla y las autoridades empezaron a detener moriscos que creían implicados. E incluso se hicieron planes para expulsar a los moriscos del reino y reemplazarlos por cristianos viejos. Como han señalado Antonio Domínguez Ortiz y Bernard Vincent, "estamos ya muy lejos de la época en que se discutía sobre las modalidades de la asimilación; ahora se trataba de llegar a una asimilación inmediata y total (que implicaba la muerte de una civilización) o de la expulsión".